# HK TAM Levice
A HK TAM Levice egy szlovák jégkorongcsapat Léván. A klub a másodosztályú TIPOS Slovenská hokejová ligában játszik.

## Története
A klubot 1987-ben alapították.

## Statisztikák
| Főszezon | Főszezon | Főszezon | Főszezon | Főszezon | Főszezon | Főszezon | Főszezon | Főszezon | Rájátszás                       | Rájátszás                       | Rájátszás | Rájátszás |
| Szezon   | LM       | GY       | GY. H.   | V. H.    | V        | G        | P        | Helyezés | Kvalifikáció                    | Negyeddöntő                     | Elődöntő  | Döntő     |
| -------- | -------- | -------- | -------- | -------- | -------- | -------- | -------- | -------- | ------------------------------- | ------------------------------- | --------- | --------- |
| 2024–25  | 46       | 13       | 5        | 6        | 22       | 149:164  | 55       | 8.       | Győzelem a HK Detva ellen (3-0) | Vereség a HC Prešov ellen (0-4) | -         | -         |